# 蚶江镇
蚶江镇位于泉州湾南岸，石狮市东北部，是中华人民共和国福建省泉州市石狮市下辖的一个乡镇级行政单位。

## 行政区划
蚶江镇下辖以下地区：
蚶江村、锦江村、锦里村、石渔村、石农村、大厦村、莲东村、莲中村、莲西村、石壁村、东垵村、莲塘村、溪前村、青莲村、厝仔村、古山村、洪窟村、锦亭村和水头村。